# عزیزالله عطاردی قوچانی
شیخ عزیزالله عُطاردی قوچانی (زاده ۵ آذر ۱۳۰۷ در روستای بیگلَر در ۳۵ کیلومتری جنوب غربی قوچان – درگذشته ۳ مرداد ۱۳۹۳ در تهران)، از دانشمندان محقق و نویسندگان معاصر ایران است. وی رئیس مرکز فرهنگی خراسان و مدیر انتشارات عطارد است. او از شاگردان شیخ آقابزرگ تهرانی از دانشمندان کتاب‌شناس قرن چهاردهم هجری است.

## زندگی‌نامه
وی در ۵ آذر ۱۳۰۷ در روستای بیگلر از توابع قوچان به دنیا آمد و در ۳ مرداد ۱۳۹۳ مصادف با آخرین جمعه ماه رمضان سال ۱۴۳۵ قمری در تهران پس از تحمل چند سال بیماری کلیوی در بیمارستان خاتم تهران درگذشت.
پیکر وی بنا به وصیتش در کنار مقبره شیخ طبرسی صاحب تفسیر مجمع البیان در حرم امام رضا در مشهد به خاک سپرده شد.
پدرش حجی محمد عطاردی از عشیره حمزکی و مادرش بانو شیرین از عشیره بادلی بودند و هر دو به زبان کرمانجی سخن می‌گفتند.
زندگی‌نامه ایشان توسط خودشان در مجلدی با عنوان «روایت عشق» منتشر شده‌است، بخشی از زندگی‌نامه ایشان که برگرفته از این کتاب می‌باشد در ذیل می‌خوانیم:
از چهار سالگی که مقارن با سال ۱۳۱۲ شمسی بود تحصیل در مکتب خانه‌های سنتی را در روستا آغاز و تا سنین دوازده سالگی ادامه دادند سپس به شهرستان قوچان آمده و در مدرسه علمیه این شهر در زمره طلاب علوم درآمدند.
بعد از مدتی از قوچان به مشهد مقدس رضوی رهسپار شده و در حوزه علمیه این شهر به تحصیلات خود ادامه دادند. در مشهد رضوی با کتابخانه آستان قدس رضوی ارتباط برقرار کرده و کتاب‌های متعددی را در موضوعات گوناگون برای مطالعه انتخاب نمودند. بعد از چهار سال اقامت در مشهد مقدس به تهران مهاجرت کرده و در این شهر مقیم شدند.
در رشته کتاب‌شناسی، تاریخ، حدیث، رجال، جغرافیا، فرهنگ و ادب معلوماتی به دست آورده و در کتابخانه‌های تهران ضمن ادامه مطالعات و تحقیق و مطالعه وارد کارهای تألیف، تصنیف و تحقیق متون علمی و تجربه شدند و به شهرستان‌های گوناگونی که در آن‌ها کتابخانه‌های معتبر وجود داشت مسافرت کردند سپس به کشورهای خارج رهسپار شده و دنبال مطالعات خود را گرفتند. حاصل بیش از هفتاد سال مطالعه و تحقیق، بررسی ده‌ها هزار کتاب از مخطوط و مطبوع می‌باشد که در ۱۶۰ جلد کتاب به صورت تألیف، تدوین، تصحیح و ترجمه می‌باشد که عمده آن‌ها منتشر یا در مراحل چاپ می‌باشد و بمنظور نشر و حفظ تحقیقاتشان انتشارات عطارد را تأسیس نمودند. از آنجاییکه یکی از حوزه‌های بزرگ فعالیتشان مطالعه فرهنگ خراسان می‌باشد مرز فرهنگی خراسان را تأسیس نمودند که در این خصوص کتابی را بمنظور تبیین اهداف این مرکز در سال ۱۳۷۰خ. منتشر نمودند.
موسسات و مجامع فرهنگی، دانشگاه‌ها، کتابخانه‌ها، علما و مجتهدان، مؤلفان و نویسندگان، مراکز علمی، مدیران، محققان و فهرست نویسان در کشورهای اسلامی و غیراسلامی همکاری‌های گسترده‌ای با ایشان داشتند و همواره از ایشان به عنوان مرجعی در خصوص نسخ خطی و کتابخانه‌های داخل و خارج بهره می‌بردند این همکاری‌ها که از سال ۱۳۴۰ آغاز شده بود تا پایان حیاتشان همواره ادامه داشت.
یکی از برجسته ترن تلاش‌ها ایشان جلوگیری از انقراض و نابودی نسخ ارزشمند و نادر خطی به صورت تهیه میکرو فیلم می‌باشد.

## تحصیلات
آموزش‌های اولیه و روخوانی قرآن را در روستا از پنج سالگی آغاز کرد. در سال ۱۳۲۵ وارد حوزه علمیه قوچان و پس از دو سال در سال ۱۳۲۷ وارد حوزه علمیه مشهد شد. در آنجا سطوح متوسط و عالی را به پایان رسانیده و از محضر سید محمدهادی میلانی و دیگران استفاده کرده و در فکر به دست آوردن مواریث علمی و تراث بزرگان قدماء دینی افتاده و برای نیل به آن هدف مسافرت‌های عدیده‌ای به کشورهای آسیائی پاکستان و هندوستان و کشمیر و غیره نموده و از کتابخانه‌های بزرگ نظام حیدرآباد و موزه سالار جنگ در حیدرآباد دیدن و از کتابخانه علامه میر حامدحسین صاحب عبقات در لکنهو بازدید و مبالغ بسیاری از ذخایر علمی به دست آورده و در این راه تلاش‌های فراوانی کرده و متحمل شداید بسیاری گردیده و در بسیاری از کنگره‌ها و هزاره‌ها شرکت نموده و به تحقیق و تتبع پرداخته و از خود یادگارهای ارزنده‌ای گذارده است. او از شاگردان شیخ آقابزرگ تهرانی از دانشمندان کتاب‌شناس قرن چهاردهم هجری است.

## ویژگی‌های بارز
کسانی که از نزدیک با او در ارتباط بوده‌اند، وی را دارای ویژگی‌ها و خصوصیت‌های بارزی می‌دانند:
١ سخت کوشی
٢ استفاده از فرصت‌ها
٣ سفرهای فراوان و آشنایی با شخصیت‌های علمی و کتاب‌خانه‌های معتبر جهان
٤ مطالعات وسیع میدانی
٥ استقلال و خوداتکایی

## آثار
وی تنها مسندنویس شیعی است که وسیع‌ترین مسند و دایرة المعارف شیعه را به تنهایی به نگارش درآورده و فرهنگ تمدنی بزرگ را به تصویر کشیده است. آثار او بالغ بر یکصد جلد کتاب در زمینه‌های مختلف می‌باشد.
آثار وی به زبان عربی:
- مسند الامام امیر المومنین، ۲۵ جلد
- مسند فاطمه الزهرا
- مسند الامام مجتبی
- مسند الامام الحسین شهید، ۳ جلد
- مسند الامام السجاد، ۲ جلد
- مسند الامام الباقر، ۶ جلد[یادداشت ۱]
- مسند الامام الصادق، ۲۲ جلد
- مسند الامام الکاظم، ۳ جلد
- مسند الامام الرضا
- مسند الامام الجواد
- مسند الامام الهادی
- مسند الامام العسکری
- اخبار الامام المهدی
- کتاب ماروی عنهما (الباقر و الصادق)
- کتاب ماروی حسن احدهما (الباقر و الصادق)
- کتاب المضمرات و المرفوعات
- رجال العروس، ۴ جلد
- غریب الحدیث، ۴ جلد
- معجم البلاد و الامکنه
- مصادر تاج العروس
- اخبار هارون الرشید
- اخبار المامون
- تاریخ خراسان در بیست و پنج هزار عنوان
- تاریخ بجستان در یک هزار عنوان
- دعبل الخزاعی شاعر اهل البیت
- موسوعه الشیعه الامامیه
- اللغات الفارسیه فی الحدیث و الادب العربی
- الشریف الرضی مؤلف نهج البلاغه
- اللغات الفارسیه فی تاج العروس
- العطار دیون فی الحدیث و التاریخ و الادب

آثار وی به زبان فارسی:
- اخبار و آثار امام رضا، ۲ جلد
- روایان امام رضا
- ادعیه و زیارات مرویه از امام رضا
- تاریخ آستان قدس رضوی، ۲ جلد
- جوامع الحکم یا سخنان کوتاه امام رضا
- فهرست راویان و یاران امام رضا
- تاریخ مشهد مقدس
- فرزندان و برادران امام کاظم
- امیرالمؤمنین و نهج البلاغه
- اجازات نهج البلاغه
- زندگی حضرت عبدالعظیم و مسند او
- فرهنگ خراسان در ۲۰ بخش و ۵۰ جلد
- فرهنگ سیستان
- جغرافیای خراسان
- زندگی سیده نفسیه
- فهرست تفسیر گازر
- خراسان، نهج البلاغه و شاهنامه
- پاسخ به شبهات وارده دربارهٔ نهج البلاغه
- سیری در کتابخانه‌های هند و پاکستان
- مخطوطات فارسی در مدینه منوره
- آثار علمای خراسان در کتابخانه‌های جهان
- گرد آورندگان سخنان علی قبل از سید رضی
- تاریخ فرهنگی و سیاسی خبوشان
- فرهنگ جغرافیایی شاهنامه
- حکمت و ادب در شاهنامه
- خداشناسی و دین در شاهنامه
- لغات عربی در شاهنامه
- زن در شاهنامه
- سفرنامه عطاردی
- مشایخ حدیث در جماران طرشت (درشت) و کلین
- شعرای تهران از قرن هفتم تا قرن دوازدهم
- شرحی بر روضه الانوار سروش اصفهانی در مصائب کربلا

آثار ترجمه‌ای وی به زبان فارسی:
- ترجمه مقتل الحسین تألیف سید عبدالرزاق مقرم
- ترجمه زندگانی زید شهید سید عبدالرزاق مقرم
- ترجمه زندگانی امام سجاد سید عبدالرزاق مقرم
- ترجمه اعلام الوری تألیف امین الاسلام طبرسی
- ترجمه کتاب الغارات تألیف محمد بن ابراهیم ثقفی
- ترجمه کتاب مشکوه الانوار تألیف طبرسی
- ترجمه جلد پانزده بحار الانوار تألیف علامه مجلسی، ۲ جلد
- ترجمه کتاب الارض و التربه الحسینیه
- ترجمه النصایح الکافیه تألیف محمد بن عقیلی حضرمی
- ترجمه مواعظ صدوق

آثار تصحیحی وی به زبان فارسی:
- تصحیح متون علمی، ادبی و تاریخی
- تصحیح و مقابله نهج البلاغه با نسخه‌های قرن پنجم و قرن ششم
- تصحیح و مقابله شرح نهج البلاغه تألیف قطب الدین راوندی کاشانی
- تصحیح و مقابله شرح نهج البلاغه تألیف قطب الدین کیذری بیهقی
- تصحیح و مقابله شرح نهج البلاغه از علی بن ناصر سرخسی
- تصحیح و مقابله شرح نهج البلاغه از اعلام قرن ششم هجری
- تصحیح و مقابله کتاب التدوین فی اخبار قزوین تألیف رافعی قزوینی
- تصحیح و مقابله کلمات مکنونه تألیف فیض کاشانی
- تصحیح کتاب اشراق السیاحه یا جغرافیای خراسان از جواد خراسانی
- تصحیح جغرافیای نیمروز تألیف مهندس ذوالفقار کرمانی
- تصحیح تقریرات خواجه رشید الدین فضل‌الله به قلم علامه حلی
- مقدمه چاپ استناد نهج البلاغه تألیف امتیاز علی خان عرشی هندی

## یادداشت
1. ↑  این مجموعه شامل روایات به جا مانده از محمد باقر است که عمدتا از منابع شیعی و برخی منابع زیدی، اسماعیلی و اهل سنت گزیده شده است. مسائل فقهی چون ازدواج، طلاق، ارث، تشییع جنازه، طهارت ، نماز ، روزه ، زکات و زیارت ؛ و مسائل اعتقادی چون توحید، امامت، ایمان و کفر از جمله موضوعات این مجموعه می باشد.(رک: Buckley, Muḥammad al-Bāqir.)